# Rhodanzahl
Die Rhodanzahl (auch Rhodanometrische Iodzahl) ist eine Fettkennzahl und bezeichnet die Menge an Thiocyanaten, ausgedrückt in Prozenten der äquivalenten Menge Iod, welche an ein Fett oder eine Fettsäure zu addieren vermag. Die Rhodanzahl stellt eine Kennzahl für den Anteil ungesättigter Fettsäuren in Fetten und Ölen dar. Im Gegensatz zur Iodzahl erfasst die Rhodanzahl keinen Unterschied zwischen einfach und mehrfach ungesättigten Fettsäuren.
Die ungesättigten Fettsäuren reagieren in Gegenwart eines aromatischen Katalysators mit zugegebenen Alkoholat-Ionen eines polycyclischen Azofarbstoffes. Somit können anhand der Anzahl der heterocyclischen Aromaten die delokalisierten Doppelbindungen und somit die Ungesättigtheit bestimmt werden.
Die Bestimmung der Rhodanzahl wurde früher nach der Methode von Hans Paul Kaufmann durch Reaktion des Fettes mit einer Rhodanlösung (aus Bleirhodanid, Eisessig, Essigsäureanhydrid und Tetrachlorkohlenstoff) und eine Kaliumiodidlösung und einer Natriumthiosulfatlösung als Indikator ausgeführt.